# Lago Cheko
El lago Cheko es un pequeño lago de agua dulce en Siberia, cerca del Río Tunguska. Posee 708 m de longitud, 364 m de anchura y 50 m de profundidad. 
Algunos científicos han especulado acerca de un posible origen del lago en el evento de Tunguska, una explosión ocurrida el 30 de junio de 1908 y que destruyó más de 2.000 km² de la taiga en Siberia. El estudio de los sedimentos parece indicar que el lago tiene una edad aproximada de 100 años. Su lecho posee una forma cónica (coincidente con un cráter), y las resonancias magnéticas indican la presencia de un gran fragmento de roca sólida enterrado bajo su punto más profundo. Su ubicación parece coincidir con el epicentro de la explosión. Todo ello avala la posibilidad de que efectivamente sea un cráter fruto del incidente de Tunguska, tal vez producido por un fragmento de meteoro.
Sin embargo, su tamaño no parece corresponderse con el estimado para un cráter de tales características, y muchos de los árboles que crecen junto a él poseen edades superiores a 100 años. La teoría, pues, aún está lejos de ser totalmente confirmada o rechazada y las investigaciones en la zona prosiguen.